# أبوت آباد
أبُوت آبَاد ((بالأردوية: ایبٹ آباد)‏) هي مدينة تقع في مقاطعة هازارا في إقليم خيبر بختونخوا شمال شرق باكستان، هي رابع أكبر مدينة من حيث عدد السكان في خيبر بختونخوا. تقع على بعد حوالي 120 كم (75 ميلاً) شمال إسلام آباد - راولبندي و150 كم (95 ميلاً) شرق بيشاور، على ارتفاع 1256 مترًا (4121 قدمًا). تقع كشمير على مسافة قصيرة إلى الشرق.

## الموقع
تقع المدينة في وادي أوراش شمال شرق باكستان غرب الحدود مع كشمير بحوالي 25كم وتبعد عن العاصمة إسلام آباد بحوالي 110كم، كما تقع شمال شرق بيشاور وتبعد عنها حوالي 93كم.

### زلزال كشمير
في أكتوبر 2005، دمر زلزال كشمير مدينة أبوت آباد، ورغم نجاة معظم مدينة أبوت آباد، إلا أن العديد من المباني القديمة دُمرت أو تضررت بشدة.

## التاريخ
دخل الإسلام المنطقة في عهد الدولة الغزنوية في بداية القرن الخامس الهجري، وشهدت ازدهاراً كبيراً، كما كانت مركز إدارة مقاطعة هازارا في الراج البريطاني أثناء الحكم البريطاني للهند. سميت المدينة باسم الميجر جيمس أبوت الذي أسسها في يناير 1853 بعد ضم البنجاب.

## المناخ
تعرف أبوت آباد في أنحاء باكستان بطقسها اللطيف، حيث تتميز بمناخ رطب شبه مداري. ترتفع درجات الحرارة نسبياً في الربيع والخريف والصيف وتتميز بالاعتدال في الشتاء، وقد تتساقط الثلوج في نهاية الخريف وأول الشتاء، بينما تسقط الأمطار الغزيرة صيفاً، وقد تتسبب هذه الأمطار في فيضانات.
| البيانات المناخية لـأبوت آباد     | البيانات المناخية لـأبوت آباد | البيانات المناخية لـأبوت آباد | البيانات المناخية لـأبوت آباد | البيانات المناخية لـأبوت آباد | البيانات المناخية لـأبوت آباد | البيانات المناخية لـأبوت آباد | البيانات المناخية لـأبوت آباد | البيانات المناخية لـأبوت آباد | البيانات المناخية لـأبوت آباد | البيانات المناخية لـأبوت آباد | البيانات المناخية لـأبوت آباد | البيانات المناخية لـأبوت آباد | البيانات المناخية لـأبوت آباد |
| الشهر                             | يناير                         | فبراير                        | مارس                          | أبريل                         | مايو                          | يونيو                         | يوليو                         | أغسطس                         | سبتمبر                        | أكتوبر                        | نوفمبر                        | ديسمبر                        | المعدل السنوي                 |
| --------------------------------- | ----------------------------- | ----------------------------- | ----------------------------- | ----------------------------- | ----------------------------- | ----------------------------- | ----------------------------- | ----------------------------- | ----------------------------- | ----------------------------- | ----------------------------- | ----------------------------- | ----------------------------- |
| متوسط درجة الحرارة الكبرى °م (°ف) | 12.7 (54.9)                   | 14.5 (58.1)                   | 19.2 (66.6)                   | 24.0 (75.2)                   | 29.1 (84.4)                   | 33.7 (92.7)                   | 30.8 (87.4)                   | 28.9 (84.0)                   | 28.6 (83.5)                   | 25.7 (78.3)                   | 20.5 (68.9)                   | 15.5 (59.9)                   | 23.6 (74.5)                   |
| المتوسط اليومي °م (°ف)            | 7.5 (45.5)                    | 9.3 (48.7)                    | 13.6 (56.5)                   | 18.1 (64.6)                   | 22.8 (73.0)                   | 27.3 (81.1)                   | 25.8 (78.4)                   | 24.4 (75.9)                   | 23.2 (73.8)                   | 19.3 (66.7)                   | 14.3 (57.7)                   | 10.0 (50.0)                   | 18.0 (64.3)                   |
| متوسط درجة الحرارة الصغرى °م (°ف) | 2.4 (36.3)                    | 4.1 (39.4)                    | 8.1 (46.6)                    | 12.3 (54.1)                   | 16.5 (61.7)                   | 21.0 (69.8)                   | 20.9 (69.6)                   | 20.0 (68.0)                   | 17.8 (64.0)                   | 13.0 (55.4)                   | 8.1 (46.6)                    | 4.5 (40.1)                    | 12.4 (54.3)                   |
| معدل هطول الأمطار مم (إنش)        | 77 (3.0)                      | 104 (4.1)                     | 123 (4.8)                     | 99 (3.9)                      | 69 (2.7)                      | 76 (3.0)                      | 252 (9.9)                     | 244 (9.6)                     | 98 (3.9)                      | 43 (1.7)                      | 29 (1.1)                      | 48 (1.9)                      | 1٬262 (49.6)                  |
| المصدر: Climate-Data.org          |                               |                               |                               |                               |                               |                               |                               |                               |                               |                               |                               |                               |                               |

## التعليم
تتميز أبوت آباد بوجود المدارس عالية المستوى، كما تتميز بارتفاع نسبة التعليم، حيث وصلت إلى 87% في 2011. وأبوت آباد هي موقع الأكاديمية العسكرية الباكستانية. في 2014، احتلت أبوت آباد المركز ال37 من بين 146 مقاطعة باكستانية من حيث جودة التعليم، فيما احتلت المركز ال67 من حيث جودة المرافق والبنية التحتية.

## الاقتصاد
يعمل سكان المنطقة بالعديد من الأنشطة الاقتصادية خاصة التجارية، إضافة إلى بعض الصناعات اليدوية والخفيفة، كما تجذب المنطقة آلاف السياح كل عام.

## وصلات خارجية
- الموقع الرسمي
- Abottabad District Government